# William Cowper-Temple, 1. Baron Mount Temple

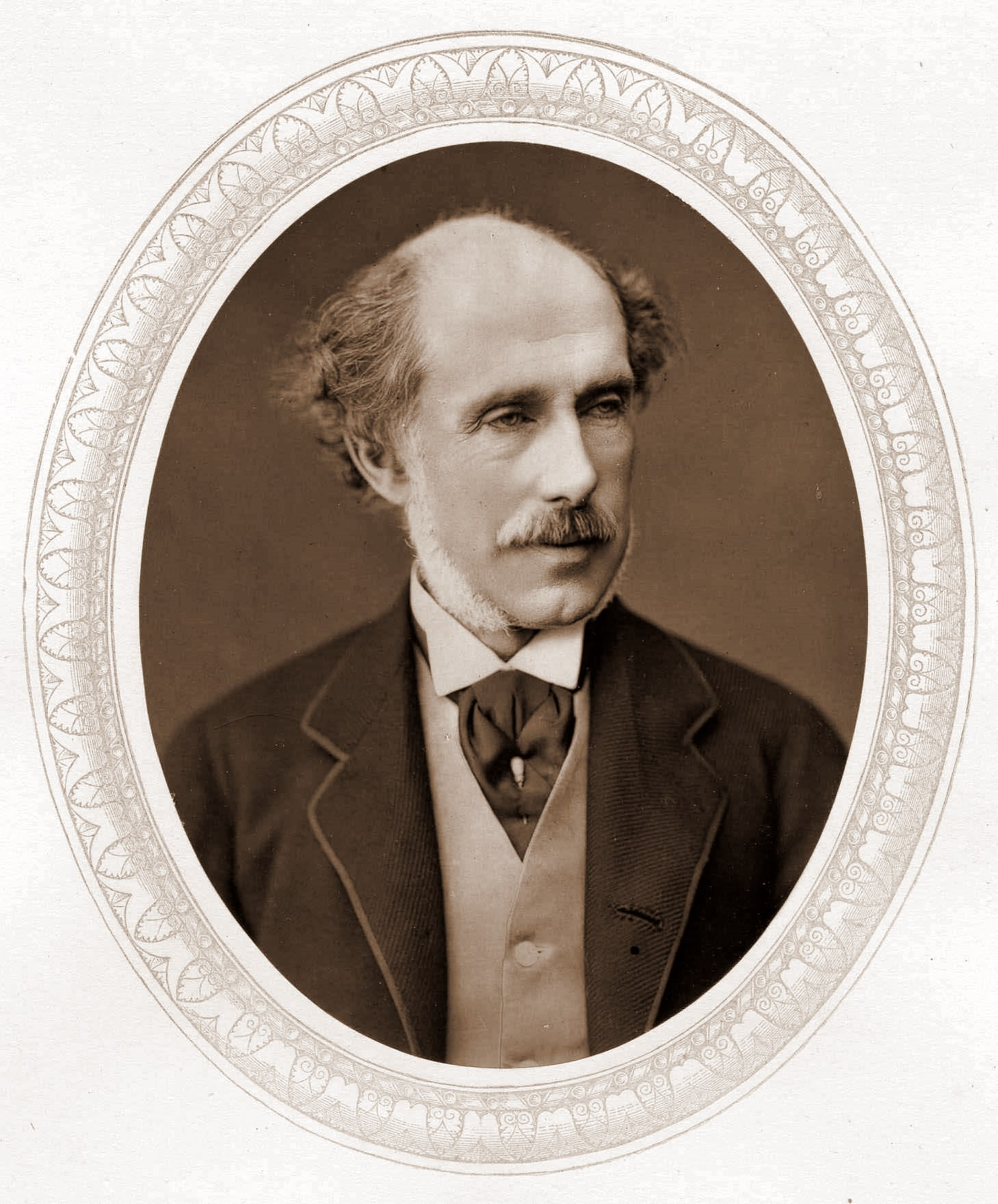
William Cowper-Temple, 1. Baron Mount Temple (um 1880)

William Francis Cowper-Temple, 1. Baron Mount Temple, PC (* 13. Dezember 1811 in Brocket Hall, Hertfordshire; † 17. November 1888 auf dem Landsitz Broadlands, Romsey, Hampshire) war ein britischer Politiker der Whig sowie zuletzt der Liberal Party, der zwischen 1835 und 1880 Mitglied des House of Commons sowie mehrmals Minister war. 1880 wurde er als Baron Mount Temple in den erblichen Adelsstand erhoben und gehörte damit bis zu seinem Tod dem House of Lords als Mitglied an.

## Leben

### Familiäre Herkunft und Geschwister

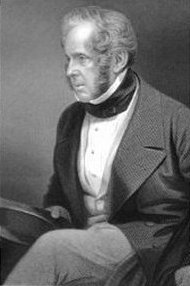
Sein Stiefvater Henry Temple, 3. Viscount Palmerston wurde zu seinem Förderer und berief ihn in dessen Regierungen

Cowper war das vierte Kind und zweite Sohn von Peter Leopold Louis Francis Nassau Cowper, 5. Earl Cowper, und dessen Ehefrau Hon. Emily Mary Lamb, eine Tochter von Peniston Lamb, 1. Viscount Melbourne. Der ältere Bruder seiner Mutter war William Lamb, 2. Viscount Melbourne, der zweimal das Amt des Premierministers bekleidete.
Seine älteste Schwester Frances Elizabeth Cowper war die Ehefrau von Robert Jocelyn, Viscount Jocelyn, der von 1852 bis 1854 die konservativen Tories als Abgeordneter im Unterhaus vertrat. 
Sein älterer Bruder George Augustus Frederick Cowper, 6. Earl Cowper war zwischen 1830 und 1835 für die Whigs ebenfalls Mitglied des House of Commons, zeitweise Unterstaatssekretär im Außenministerium und erbte 1837 nach dem Tode seines Vaters den Titel als 6. Earl Cowper sowie nachgeordneten Adelstitel und wurde dadurch Mitglied des House of Lords. Des Weiteren fungierte er zwischen 1846 und 1856 als Lord Lieutenant der Grafschaft Kent.
Seine zweitälteste Schwester Lady Emily Caroline Catherine Frances Cowper war mit Anthony Ashley-Cooper verheiratet, der von 1826 bis 1851 für die Tories ebenso Abgeordneter des Unterhauses war und 1851 den Titel als 7. Earl of Shaftesbury sowie die damit verbundene Mitgliedschaft im House of Lords erbte. Sein jüngerer Bruder Charles Spencer Cowper war der Ehemann von Lady Harriett Anne Janes Frances Gardiner, einer Tochter von Charles Gardiner, 1. Earl of Blessington.
Nach dem Tod seines Vaters heiratete seine Mutter am 16. Dezember 1839 erneut und zwar Henry Temple, 3. Viscount Palmerston, der mehrmals Innenminister, Außenminister sowie von 1855 bis 1858 und erneut zwischen 1859 und 1865 Premierminister war. Er nahm dessen Familiennamen zusätzlich an und nannte sich danach Cowper-Temple.

### Offizier, Unterhausabgeordneter und Juniorminister
Cowper absolvierte seine schulische Ausbildung am renommierten Eton College. 1828 trat er als Cornet der Royal Horse Guards in die British Army ein. Er wurde 1832 zum Lieutenant, 1835 zum Captain und 1852 zum Brevet-Major befördert.
Seine politische Laufbahn begann, als er als Kandidat der Whigs am 6. Januar 1835 erstmals zum Mitglied des House of Commons gewählt wurde und dort zunächst bis zum 17. November 1868 den Wahlkreis Hertford vertrat. Er hatte sich dabei knapp gegen den vorherigen konservativen Mandatsinhaber Henry Chetwynd-Talbot durchgesetzt.
Sein erstes Regierungsamt übernahm Cowper, als er am 30. Juni 1846 von Premierminister John Russell zum Lord der Admiralität (Lord of the Admiralty) ernannt wurde und diesen Posten bis zum 23. Februar 1852 bekleidete. Nach einer vorübergehenden 300-tägigen Regierung der Conservative Party übernahm er am 19. Dezember 1852 in der sogenannten Peelite-Koalition, einer Regierung von Premierminister George Hamilton-Gordon, 4. Earl of Aberdeen, abermals das Amt als Lord der Admiralität und übte dieses bis zum 6. Februar 1855 aus.
Im Anschluss übernahm er in der ersten Regierung seines Stiefvaters Henry John Temple, 3. Viscount Palmerston, zunächst am 6. Februar 1855 das Amt als Unterstaatssekretär im Innenministerium (Home Office).

### Minister in den Regierungen Palmerston und Russell

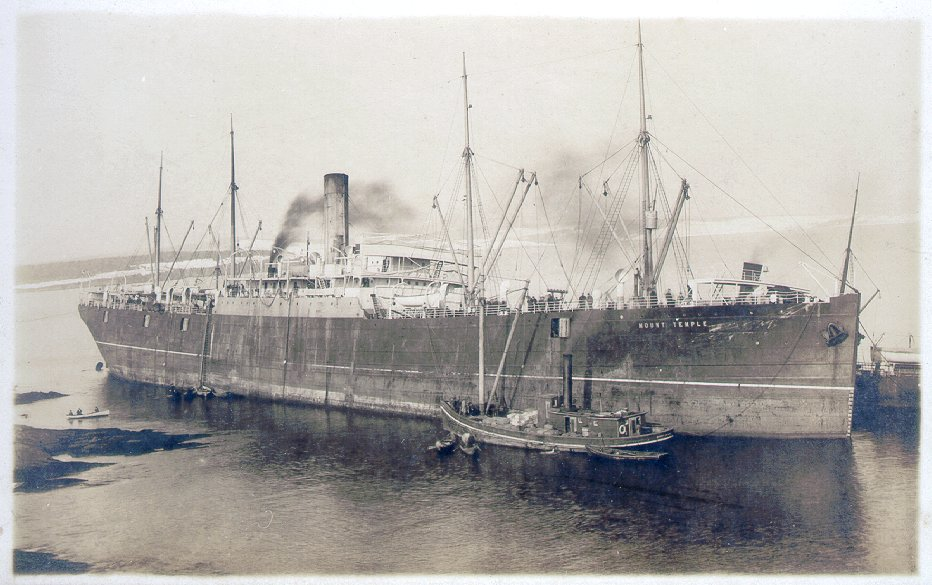
Ihm zu Ehren wurde das 1901 in Dienst gestellte und 1907 vor Nova Scotia auf Grund gelaufene Passagierschiff Mount Temple getauft

Am 13. August 1855 wurde er im Rahmen einer Kabinettsumbildung von seinem Stiefvater Viscount Palmerston als Nachfolger von Sir Benjamin Hall, 1. Baronet, zum Gesundheitsminister (President of the Board of Health) ernannt und übte dieses Amt bis zu seiner Ablösung durch William Monsell, 1. Baron Emly am 9. Februar 1857. Gleichzeitig erfolgte 1855 seine Berufung zum Mitglied des Privy Council (PC). Anschließend fungierte er zwischen dem 5. Februar 1857 und dem Ende von Palmerstons Amtszeit am 21. Februar 1858 als erster Vize-Bildungsminister (Vice-President of the Committee of the Council of Education). Zusätzlich übernahm er vom 24. September 1857 bis zum 21. Februar 1858 von William Monsell abermals das Amt des Gesundheitsministers.
Zwei Monate nachdem sein Stiefvater Viscount Palmerston am 12. Juni 1859 zum zweiten Mal Premierminister geworden war, wurde Cowper von diesem am 12. August 1859 zum Generalzahlmeister (Paymaster General) berufen und bekleidete dieses Amt bis zum 9. Februar 1860. Mit diesem Amt war auch die Position als Vize-Handelsminister (Vice-President of the Board of Trade) verbunden.
Danach übernahm er am 9. Februar 1860 im Rahmen einer Regierungsumbildung im zweiten Kabinett Palmerston das Amt des Ministers für öffentliche Arbeiten (First Commissioner of Works and Buildings) von Henry FitzRoy, während Sir William Hutt seine Nachfolger als Paymaster General übernahm. Das Amt des First Commissioner of Works and Buildings übte er bis zum 26. Juni 1866 auch in der zweiten Regierung des Earl Russell aus, der nach dem Tode des 3. Viscount Palmerston am 18. Oktober 1865 das Amt des Premierministers erneut übernommen hatte.
Am 17. November 1868 wurde Cowper für die Liberal Party erneut zum Abgeordneten des Unterhauses gewählt und vertrat nunmehr als Nachfolger seines nicht mehr kandidierenden Parteikollegen Jervoise Clarke-Jervoise bis zum 31. März 1880 den Wahlkreis Hampshire Southern.
Neben seiner politischen Laufbahn war er auch Vorstandsvorsitzender der Werft Armstrong-Whitworth. Ihm zu Ehren wurde das von dieser Werft gebaute und 1901 für die Reederei Elder Dempster & Company in Dienst gestellte Passagierschiff Mount Temple getauft, das 1907 vor Nova Scotia auf Grund lief.

### Oberhausmitglied und Ehen

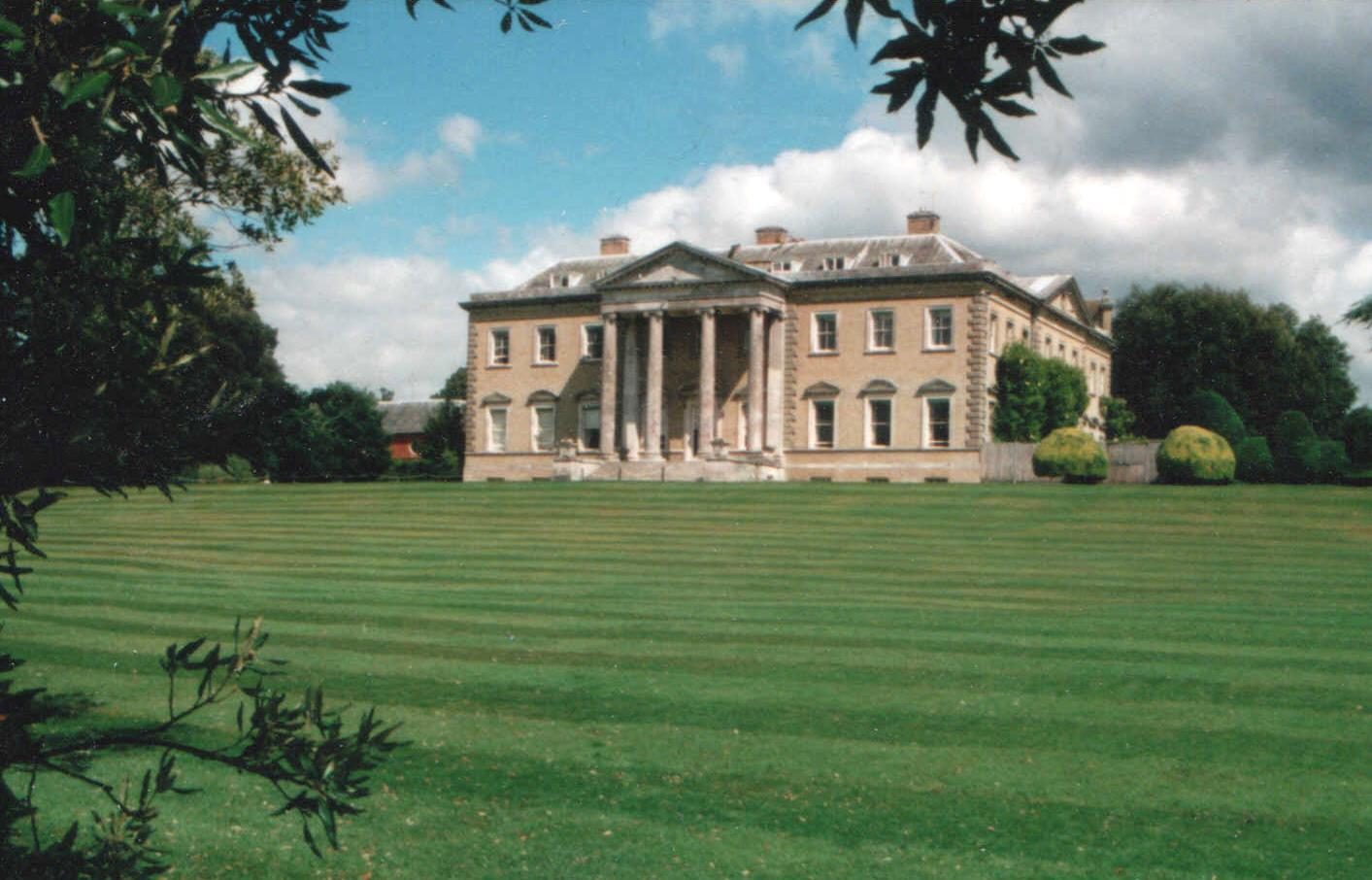
Lord Mount Temple verstarb auf Broadlands, dem Landsitz der Familie Temple

Nach seinem Ausscheiden aus dem House of Commons wurde Cowper-Temple durch ein Letters Patent vom 25. Mai 1880 als Baron Mount Temple, of Mount Temple in the County Sligo, zum erblichen Peer erhoben und war damit bis zu seinem Tod Mitglied des House of Lords.
Lord Mount Temple, der auf dem Landsitz Viscount Palmerstons Broadlands verstarb, war zwei Mal verheiratet. In erster Ehe heiratete er am 27. Juni 1843 Harriet Alicia Gurney, eine Tochter des Bankiers Daniel Gurney, sowie dessen Ehefrau Lady Harriet Jemima Hay, einer Tochter von William Hay, 17. Earl of Erroll. Seine Ehefrau verstarb allerdings bereits zwei Monate später am 28. August 1843.
Nach dem Tod seiner ersten Ehefrau heiratete Cowper-Temple am 22. November 1848 in zweiter Ehe Georgiana Tollemache, eine Tochter von Admiral John Richard Delap Tollemache und dessen Ehefrau Lady Elizabeth Stratford, einer Tochter von John Stratford, 3. Earl of Aldborough.
Da beide Ehe kinderlos blieben und Lord Mount Temple somit ohne männlichen Nachkommen verstarb, erlosch mit seinem Tod am 17. November 1888 der Adelstitel.